# Марко Видојковић
Марко Видојковић (Београд, 1. октобар 1975) српски је писац, колумниста, активиста, музичар и телевизијски водитељ.

## Биографија
Студирао је Правни факултет Универзитета у Београду и стекао диплому степена VII-1. 
Аутор је 10 романа и 4 збирке кратких прича.
Прославио се романом „Канџе” (2004) за „Самиздат Б92” о грађанским протестима 1996—97. године.
Роман „Све црвенкапе су исте”, издат је 2006. године; проглашен је зa најбољу књигу објављену те године и награђен Виталовом наградом. Оба романа, „Канџе” и „Све црвенкапе су исте”, продата су у по више од 20.000 примерака. Роман „Е, баш вам хвала” добио је награду „Xуди Мачек” Гросмановог фестивала фантастике и стрипа. 
Романи су му превођени на енглески, немачки, бугарски, македонски, пољски, мађарски, чешки и словеначки језик.
Од 2023. принуђен је да живи и ради ван Србије. Према подацима Међународног ПЕН центра за 2022/2023/2024. годину, Видојковић је један од 100 најугроженијих писаца на планети.

## Каријера
Почео је са писањем 1998. године. Своју прву причу је објавио 2000. године у часопису Збиља. У мају 2000, објавио је причу у часопису Дуга, у едицији „БГ блуз”, и до јуна 2001. у тој едицији објављено је још 20 његових прича. Приче је објављивао у многобројним часописима: "Treћи трг", "Експрес", "Блиц њуз", као и у збиркама: „Пројекат Буковски”  и „Подгоричке приче”. Писао je колумне за часописе: „Дуга”, „Практика”, „Балкан”, „Марка”, „Belgrade Life” и „Плејбој”, као и на бањалучком порталу "Бука". Тренутно пише колумне за дневни лист "Данас".
2001. године је издао свој први роман „Плес ситних демона” у коме описује одрастање шеснаестогодишњег панкера. Исте године је издао и наставак романа под називом „Ђаво је мој друг”, оба за издавачку кућу Народна књига.
Његов роман „Канџе” је од октобра 2004. до маја 2005. доживео пет издања, и добитник је награде „Златни бестселер” као једна од најтраженијих књига у српским књижарама и најпродаванија књига домаћег аутора. За исти роман је у марту 2006. добио награду „Кочићево перо”.
2006. године роман Плес ситних демона је преведен на енглески и немачки, док је роман Канџе преведен на словеначки и бугарски. 2009. године издаје роман  Хоћу да ми се нешто лепо деси одмах. Роман Све црвенкапе су исте је преведен и издат у Македонији у децембру 2010. године. Прича „Вечера” је преведена на пољски 2011. године.
2010. године, са Миљенком Јерговићем, био је протагониста дугометражног документарног филма „Дуго путовање кроз историју, хисторију и повијест”. Исте године је његов први роман „Плес ситних демона” био адаптиран у позоришну представу, која је са великим успехом играна у београдском Дадову.
Био је извршни уредник српског издања „Плејбоја”, потом главни и одговорни уредник часописа „Максим”, затим и заменик уредника „Плејбоја”. Сарадњу са издавачком кућом  Самиздат Б92 прекида 2012. године и прелази у издавачку кућу „Ренде”. Напушта место уредника у Плејбоју и постаје самостални уметник. Следећу књигу, „Уредник”, о искуству уређивања часописа и о Лас Вегасу, издаје за кућу „Лагуна” 2014. године. Збирку прича „Приче с дијагнозом” објављује марта 2015. године.
Од 2015. године има своју ауторску емисију „390 степени” на Алтернативној телевизији (АТВ) из Бања Луке, која је окончана 2016. Видојковић је изнео незванична сазнања да је угашена зато што је АТВ трпела притиске од стране власти из Србије. У емисији су прелиставане дневне новине у „видојковићевском” стилу са различитим гостима, уз коментаре актуелних догађаја и ситуација. Ту емисију је наследила емисија „400 степени” на Наша ТВ, а окончала се када је телевизија продата и све емисије на њој укинуте.
Од 2017, заједно с новинаром Ненадом Кулачином, водитељ је емисије „Добар лош зао” на РТВ Шабац, а емисија се од 2020. године емитује на Нова С и Youtube. 2023. године, током видео укључења у својој ТВ емисији  "Добар, лош, зао",  Видојковић је опсовао сестру патријарху Српске православне цркве, Порфирију; уједно га називајући погрдним именима, уз гомилу пратећих псовки.
Роман „Е баш вам хвала”, објављен је 23. септембра 2017. за Лагуну. За мало више од једног месеца дошао је на прво место топ листе, где је остао дванаест недеља узастопце. Роман је до сад доживео седам издања. Роман је истовремено објављен у Хрватској, за Јесенски и Турк, где је три месеца узастопце био међу првих пет на топ листама. 2018. године je преведен на македонски језик, у издању Просветног гласа, као и на словеначки језик, у издању ВБЗ Љубљана. Роман је сам по себи феномен, чији су читаоци започели тренд путовања по свету и фотографисања романа на разним дестинацијама. Видојковић је фотографије радо објављивао на свом Инстаграм профилу на велико задовољство својих верних пратилаца. 
Роман „Ђубре” објављен је 2020. године и заузео је треће место на Лагуниној топ-листи продаје за ту годину. Збирку прича „Koвид 19+” објављује 2021. године, а „Повреде на раду” 2024. године.
Компонује, пева и свира. Био је певач панк састава On the Run, певач и басиста метал групе Strap On; као и гитариста и пратећи вокал у Црвеном ветру, чији је фронтмен његова супруга Ђурђија Видојковић.

## Награде
- Награда „Златни бестселер”, за роман Канџе 2005.[13]
- Награда „Кочићево перо”, за роман Канџе, 2006.[13]
- Награда „Златни сунцокрет”, за роман Све Црвенкапе су исте, 2007.[13]
- Награда „Xуди Мачек” Гросманов фестивал фантастике и стрипа, за роман Е баш вам хвала

## Дела
- Плес ситних демона, роман, Народна књига, 2001; Самиздат Б92, 2005; Лагуна, 2019.[14]
- Ђаво је мој друг, роман, Народна књига, 2002; Самиздат Б92, 2005; Лагуна, 2015.[15]
- Пикавци на плажи, роман, Народна књига, 2003; Лагуна, 2018.[16]
- Канџе, роман, Самиздат Б92, 2004.[17]
- Све црвенкапе су исте, роман, Самиздат Б92, 2006.[18]
- Бог ти помого, збирка кратких прича, Самиздат Б92, 2007.[19], Лагуна, 2015.[19]
- Хоћу да ми се нешто лепо деси одмах, роман, Самиздат Б92, 2009.[20]
- Канџе 2 — Дилер и смрт, роман, Ренде, 2012.[21]
- Уредник, роман, Лагуна, 2014.[22]
- Приче с дијагнозом, збирка кратких прича, Лагуна, 2015.*[23]
- Канџе (1 и 2), роман са аудио-књигом у изведби Сергеја Трифуновића, Лагуна, 2016.[17]
- Е баш вам хвала, роман, Лагуна, 2017.[24]
- Ђубре, роман, Лагуна, 2020.[25]
- Ковид 19+,  збирка кратких прича, Лагуна, 2021.[26]
- Повреде на раду,  збирка кратких прича, Лагуна, 2024.[27]